# Tonnerre Kalara Club de Yaoundé
Il Tonnerre Yaoundé (nome completo: Tonnerre Kalara Club de Yaoundé) è una società di calcio camerunese della capitale Yaoundé. È affiliato alla Federazione calcistica del Camerun e milita nella massima serie del Campionato camerunese.
Disputa il derby cittadino con il Canon Yaoundé.

## Palmarès

### Competizioni nazionali
- Campionato camerunese: 5

1981, 1983, 1984, 1987, 1988
- Coppa del Camerun: 5

1958, 1974, 1987, 1989, 1991

### Competizioni internazionali
- Coppa delle Coppe d'Africa[1]: 1

1975

### Altri piazzamenti
- Campionato camerunese:

Secondo posto: 1989
Terzo posto: 1998
- Coppa del Camerun:

Finalista: 1963, 1990, 1994
- CAF Champions League:

Semifinalista: 1989
- Coppa delle Coppe d'Africa:

Finalista: 1976
- Coppa CAF:

Finalista: 2002

## Calciatori celebri
Nel Tonnerre hanno militato alcuni dei più celebri calciatori africani quali Roger Milla, Rigobert Song e il Giocatore Mondiale dell'Anno FIFA e Pallone d'oro 1995 George Weah.